# Johan Ghyllebert
Johan Ghyllebert (Oostende, 4 december 1955) is een Belgische voormalig veldrijder.

## Carrière
Ghyllebert is afkomstig uit Keiem en begon met veldrijden in 1974. Hij was succesvol eind jaren '70 en de eerste helft van de jaren '80 van de twintigste eeuw. Hij werd zesmaal derde op een Belgisch kampioenschap bij de profs (1980, 1981, 1982, 1983 en 1984). Ook werd hij vijfde op het WK van 1984 te Oss en won hij in 1981 de Duinencross te Koksijde. In totaal behaalde hij 105 zeges bij de profs.

## Privéleven
Hij is de vader van wielrenner Pieter Ghyllebert.

## Erelijst
1975
- 2e in Belgische kampioenschappen veldrijden junioren in Poederlee

1976
- 2e in Gistel
- 3e in Raversijde
- 2e in Lichtervelde

1977
- 3e in Ottenburg
- 2e in Handzame
- 3e in Belgische kampioenschappen veldrijden liefhebbers in Munte
- 2e in Nieuwerkerken
- 2e in Torhout
- 2e in Sint-Genesius-Rode
- 1e in Jezus-Eik

1979
- 2e in Wolvertem
- 2e in Jezus-Eik
- 1e in Lichtervelde

1980
- 3e in Gieten
- 1e in Otegem
- 3e in Belgische kampioenschappen veldrijden beroepsrenners in Maurage
- 3e in Vossem
- 2e in Lanarvily
- 3e in Jezus-Eik

1981
- 1e in Essen, Cyclocross (BEL)
- 2e in Gieten
- 2e in Vossem
- 3e in Belgische kampioenschappen veldrijden beroepsrenners in Vaux-sur-Chèvremont
- 2e in Lanarvily
- 1e in Harderwijk
- 1e in Wolvertem
- 1e in Mechelen-Battel
- 2e in Pamel-Roosdaal
- 1e in Duinencross, Koksijde

1982
- 2e in Gieten
- 1e in Otegem
- 3e in Druivencross, Overijse
- 3e in Belgische kampioenschappen veldrijden beroepsrenners in Nijlen
- 1e in Maleizen
- 2e in Pamel-Roosdaal
- 2e in Duinencross
- 3e in Munte

1983
- 3e in Gieten
- 1e in Otegem
- 2e in Sint-Martens-Bodegem
- 3e in Asper-Gavere
- 2e in Druivencross
- 3e in Belgische kampioenschappen veldrijden beroepsrenners in Overijse
- 1e in Nieuwerkerken
- 3e in Sint-Agatha-Berchem
- 1e in Maleizen
- 2e in Druivencross
- 2e in Eindstand Superprestige veldrijden

1984
- 3e in Belgische kampioenschappen veldrijden beroepsrenners in Asper-Gavere
- 1e in Lanarvily
- 2e in Sint-Agatha-Berchem
- 1e in Jezus-Eik

1985
- 3e in Zillebeke
- 1e in Lanarvily
- 1e in Lieshout

1987
- 1e in Kasteelcross, Zonnebeke

1988
- 1e in Kasteelcross in Zonnebeke
- 3e in Belgische kampioenschappen veldrijden amateurs in Ploegsteert

1989
- 3e in Vossem

## Ploegen
- 1977 - '81  Hertekamp
- 1981 - '82  Kendall Oils - De Wulf
- 1982 - '84  De Wulf - Fina
- 1984 - '86  Crack - Heydens
- 1986 - '87  Marc - Ecoturbo -Heydens
- 1987 - '88   Marc-Ecoturbo